# La Ventrouze
La Ventrouze é uma comuna francesa na região administrativa da Normandia, no departamento Orne. Estende-se por uma área de 7,11 km². Em 2010 a comuna tinha 129 habitantes (densidade: 18,1 hab./km²).